# Tongba

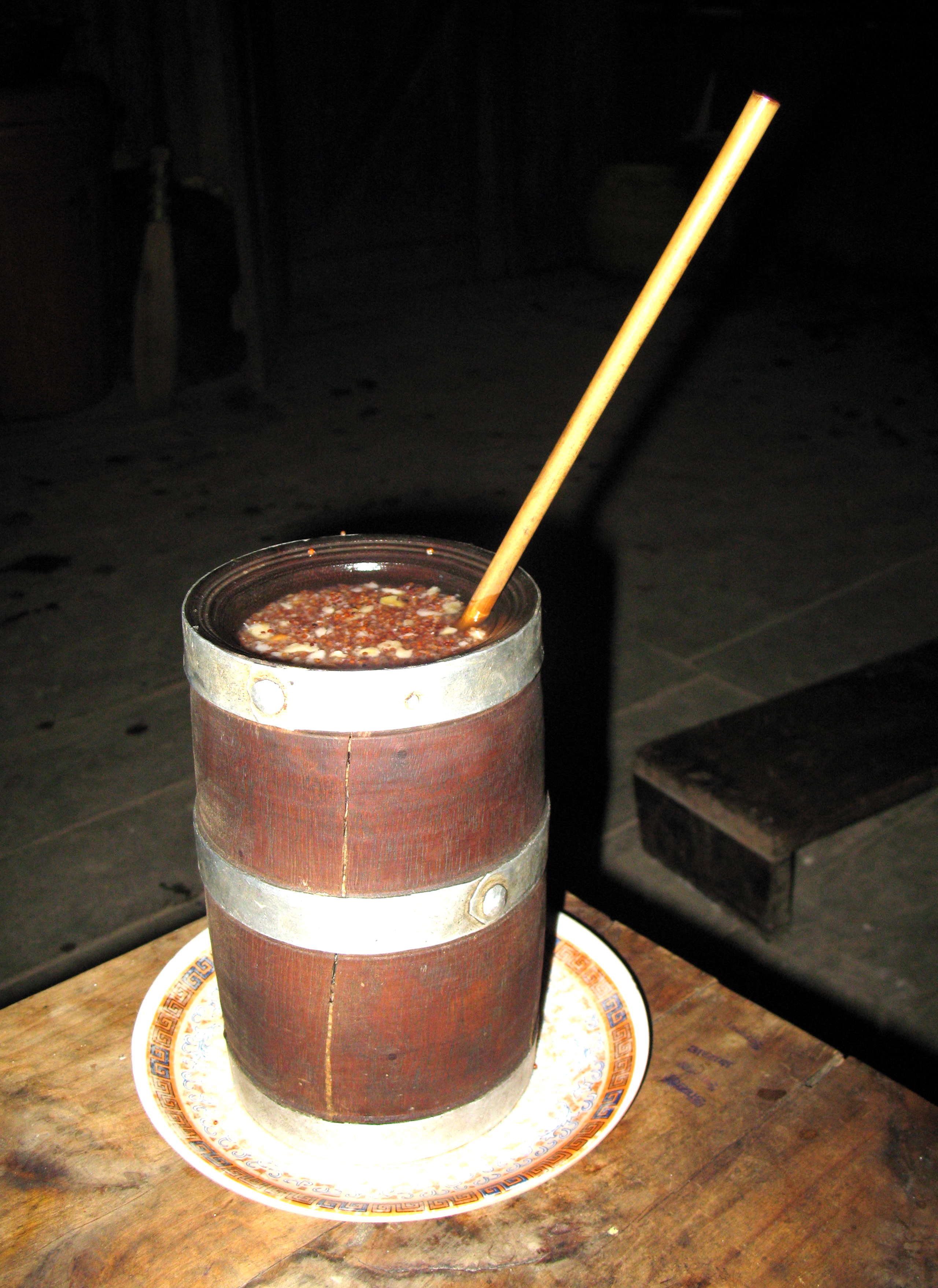
Tongba

Tongba is een met gierst gemaakte alcoholische drank die veel wordt gedronken in de oostelijke bergen van Nepal en het nabijgelegen Darjeeling en Sikkim. Het is de traditionele en inheemse drank van de Limbu uit oostelijk Nepal.

## Beschrijving
Voor de Limbu is Tongba wat sake is voor de Japanners, wodka voor de Russen, whisky voor de Schotten, en wijn voor de Fransen. Tongba is cultureel en religieus gezien zeer belangrijk voor de Limbu van Oost-Nepal. Tongba is eigenlijk het woord voor de ton waarin het gefermenteerde alcoholische mengsel, jaand genaamd, wordt geschonken. De jaand wordt bereid door hele graankorrels van gierst te koken en te fermenteren. De gekookte gierst wordt gekoeld en vervolgens gemengd met murcha (een bron voor schimmels, bacteriën en gisten). Deze massa wordt vervolgens geplaatst in een geweven bamboekorf die wordt opgehangen tussen groene bladeren of plastic, en bedekt met een dikke laag kleding. De korf blijft hier een tot twee dagen hangen, afhankelijk van de temperatuur. De zoete massa wordt dan verpakt in een aardewerken pot of plastic bak en de opening wordt afgesloten, zodat er geen lucht bij kan komen. 
Na zeven tot vijftien dagen, afhankelijk van de temperatuur, is de fermentatie compleet en is de massa veranderd in jaand. Deze jaand blijft in de pot zodat verdere fermentatie leidt tot rijping van de smaak, die daardoor toeneemt. Deze periode duurt gewoonlijk zes maanden. De drank wordt vervolgens op bijzondere wijze geconsumeerd. De gefermenteerde gierst wordt in een ton gedaan, tongba genoemd, en daarop wordt kokend water gegoten. Hierna rust de drank gedurende vijf minuten en is dan klaar voor consumptie. Het warme water en de alcohol worden door een rietje uit de ton gezogen, zodat de gierstkorrels niet meekomen. Er wordt steeds heet water aan de tongba toegevoegd tot alle alcohol verdwenen is.